# Festuca vivipara
Festuca vivipara là một loài thực vật có hoa trong họ Hòa thảo. Loài này được (L.) Sm. mô tả khoa học đầu tiên năm 1800.

## Hình ảnh

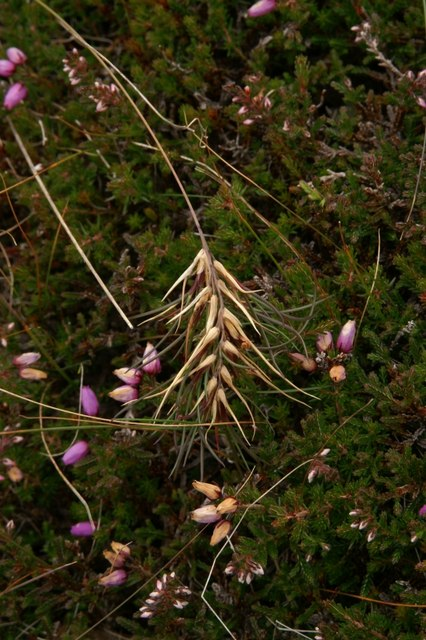
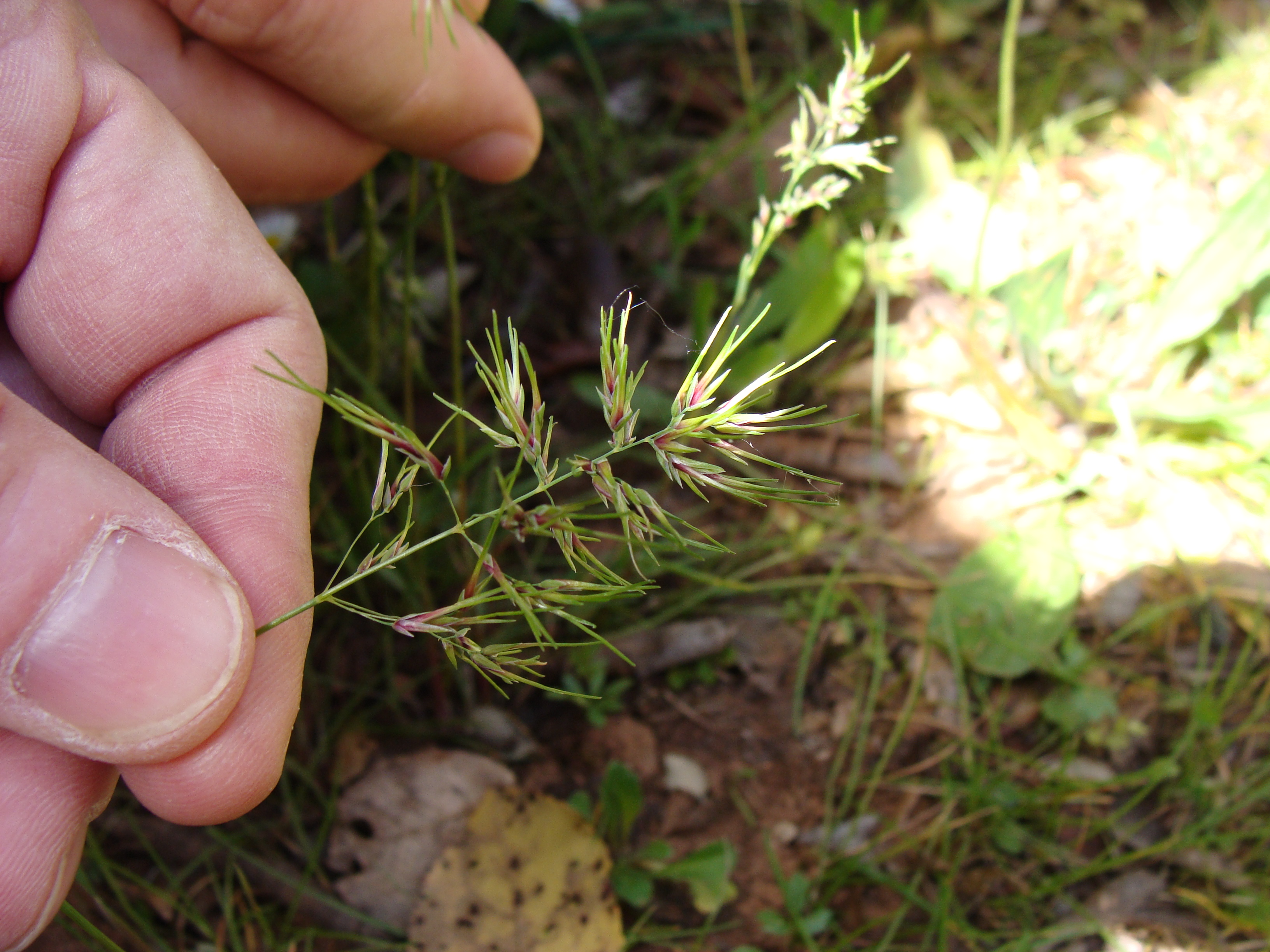
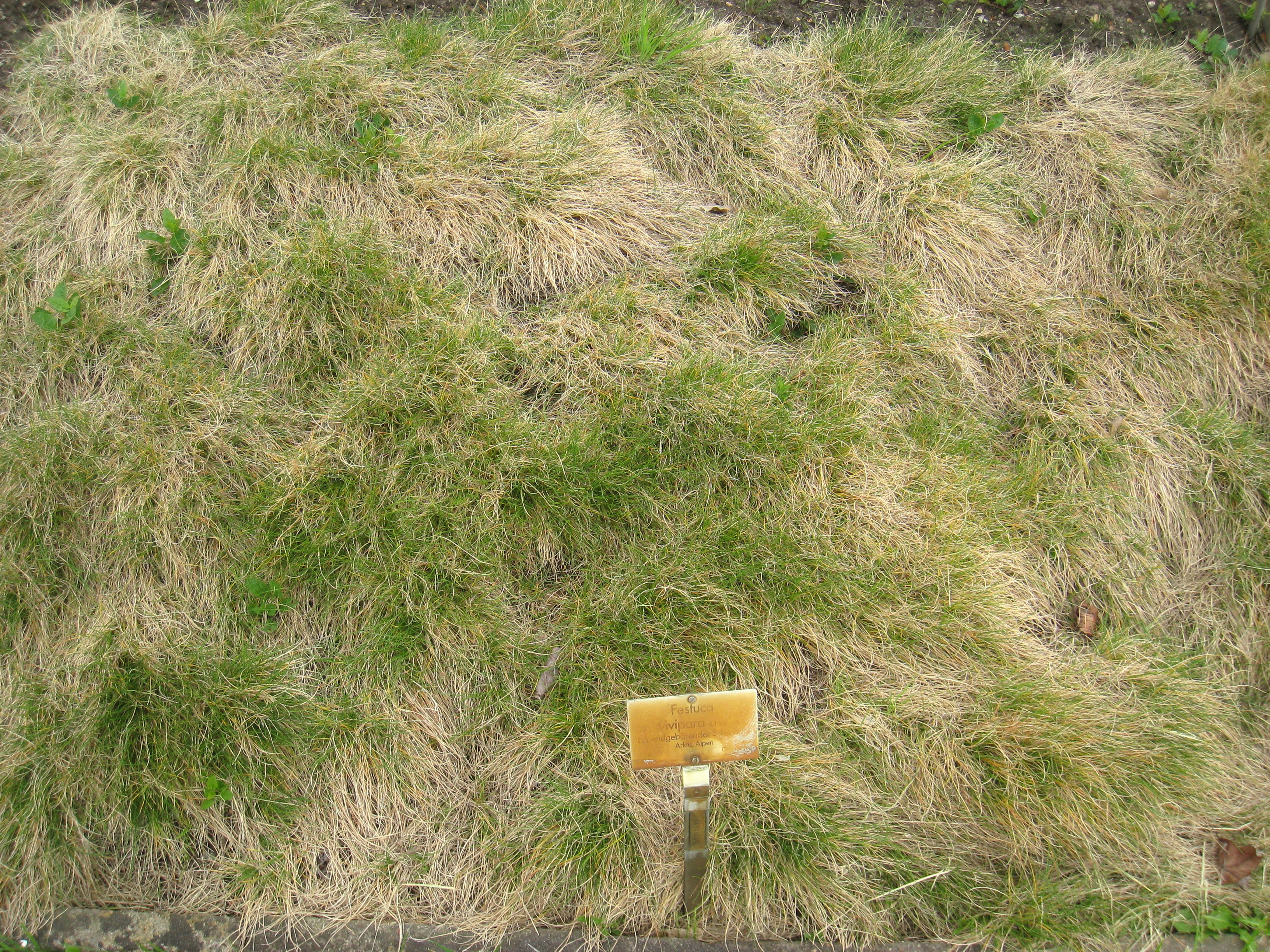